# Dristigheten (1785)
Dristigheten var ett linjeskepp i svenska flottan. Hon var det åttonde av tio snarlika linjeskepp i Kronprins Gustaf Adolf-klass, som hon bildade tillsammans med  Kronprins Gustaf Adolf, Fäderneslandet, Ömheten, Rättvisan, Dygden, Äran, Försiktigheten, Manligheten och Tapperheten. Hennes bestyckning utgjordes av 64 kanoner placerade på två batteridäck. Dristigheten byggdes på Karlskrona örlogsvarv efter ritningar av Fredrik Henric af Chapman och sjösattes den 9 juli 1785. Senare samma år levererades hon till flottan. Dristigheten kom att delta med utmärkelse i Gustav III:s ryska krig 1788-90. År 1806 genomgick hon en betydande ombyggnad då antalet kanoner ökades till 74. Dristigheten utrangerades 1867 och användes därefter som målfartyg vid olika sprängförsök. 

## Utformning
Dristigheten var 49,58 meter lång. 13,66 meter bred och hade ett djupgående på 5,94 meter. Hon var försedd med två batteridäck om sammanlagt 64 kanoner.  Besättningen uppgick till 567 man.

## Historia
Dristigheten deltog med framgång i Gustav III:s ryska krig, 1789-1790, då hon seglades under överstelöjtnanten Johan Pukes befäl. Hon deltog bland annat i slaget vid Ölands södra udde den 26 juli 1789, vid anfallet på ryska flottan i sjöslaget vid Reval den 13 maj, under striderna utanför Kronstadt 3-4 juni, men framförallt vid Viborgska gatloppet den 3 juli 1790 då hon ledde de svenska skeppens utbrytning genom den kringliggande ryska flottans avspärrning. Vid alla dessa tillfällen hade Dristigheten lägst nummer inom flottan och fick därmed segla främst i slaglinjen, men tätt bakom henne kom Tapperheten. 
Hon genomgick en övergripande restauration 1806 och gjordes om till ett 74-kanonersskepp varpå hon deltog i Finska kriget 1808-1809, samt i aktioner mot Norge 1814. Sedermera användes skeppet under en lång följd av år i fredliga övningsexpeditioner, 1856 förändrades hon till ett sjukskepp och varade så tills hon utrangerades 1867 som det äldsta överlevande bland sina systerfartyg. Hennes 90-åriga skrov användes därpå vid olika sprängningsförsök med undervattensminor.

## Fartygschefer

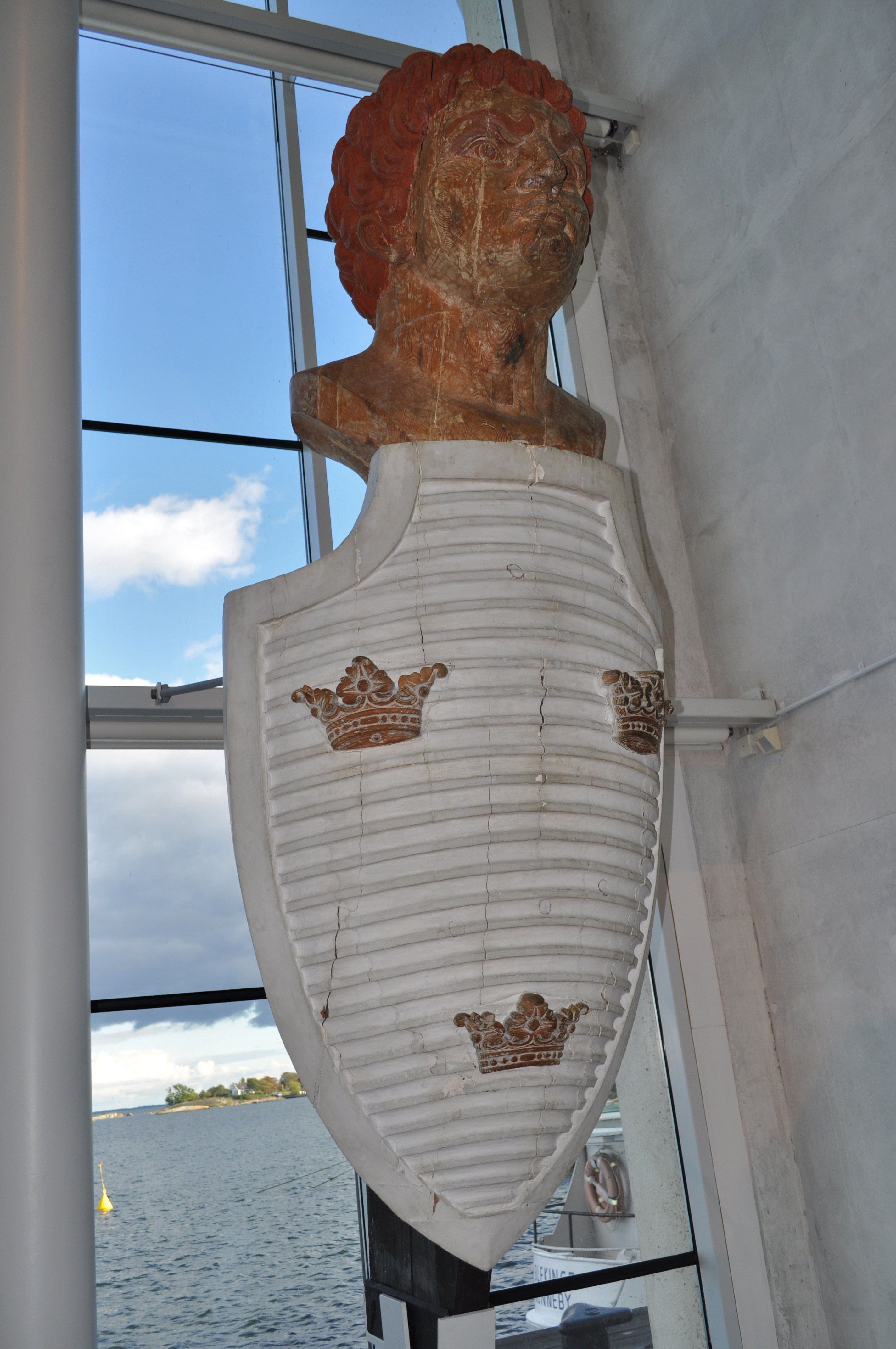
Galjonsfigurens bevarade huvud och skeppets vapensköld Tre kronor.

- 1789-1790 - Johan af Puke
- 1796- Nils Elias Pettersson
- 1801- Sebastian von Krusenstierna
- 1807- A A Norman
- 1808- Törnquist
- 1808 - Johan Petter Warberg[1]
- 1809- G Améen
- 1812- C H af Trolle
- 1813- Fleming
- 1814- Améen

## Övrigt
Dristigheten var utrustad med en galjonsfigur i förstäven utförd av Johan Törnström. Denna avbildade en jättelik kämpe med sköld och kort svärd. Legenden säger att figuren blev så svårt sargad under Viborgska gatloppet, att endast huvudet gick att rädda. Den restaurerade versionen med huvudet och Tre kronors vapensköld finns att se på Marinmuseum i Karlskrona.
Från Dristigheten togs timmer som användes till hennes befälhavare Johan af Pukes gravkista. Han ligger begravd i sitt gravkapell, en mindre sträcka från hans gods Göholm i Blekinge.
Enligt Selma Lagerlöf i Nils Holgerssons underbara resa tillhörde Rosenbom besättningen på Dristigheten.

## Bilder

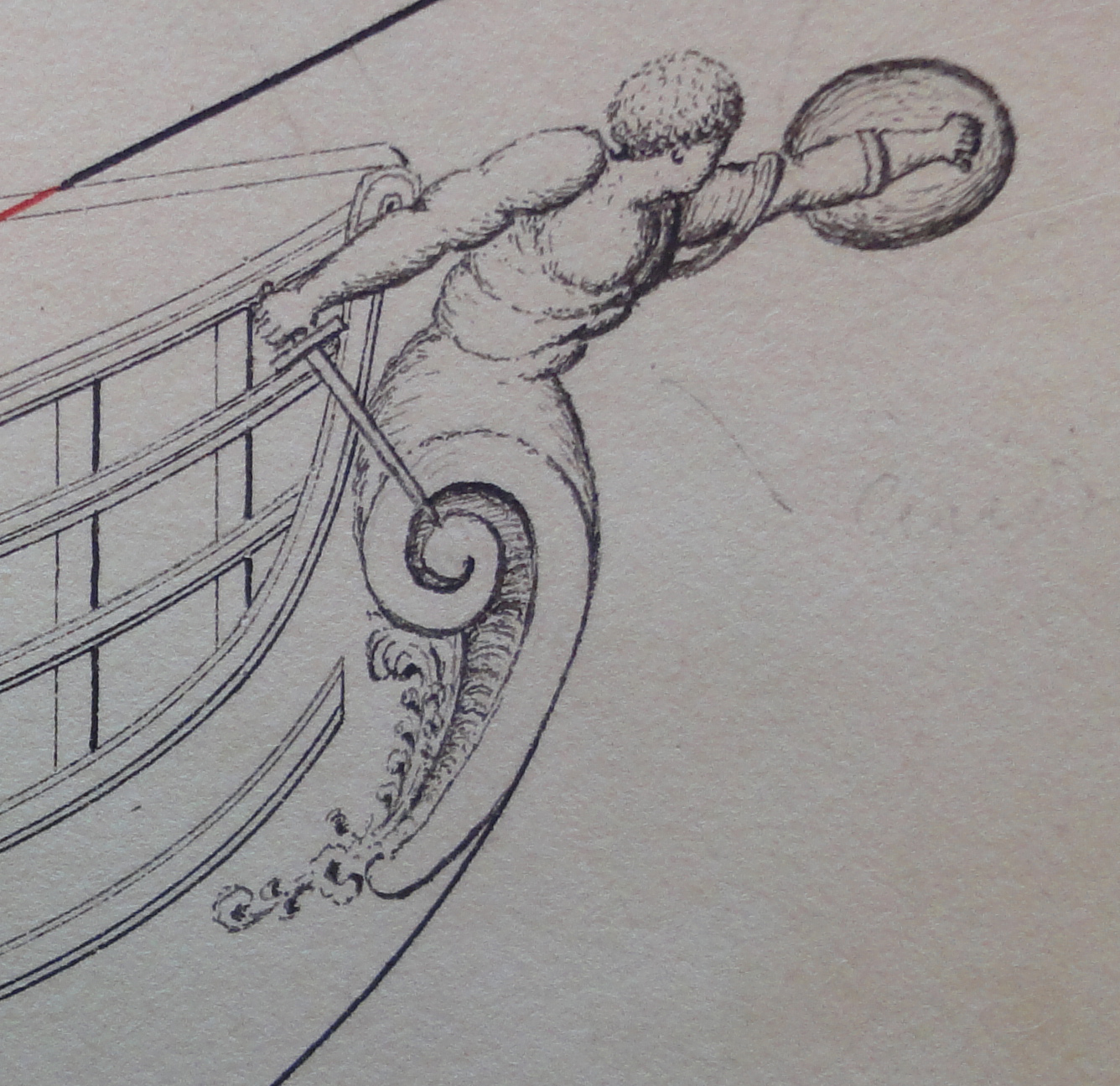
Fotografi av originalritningen för Dristighetens galjonsfigur.
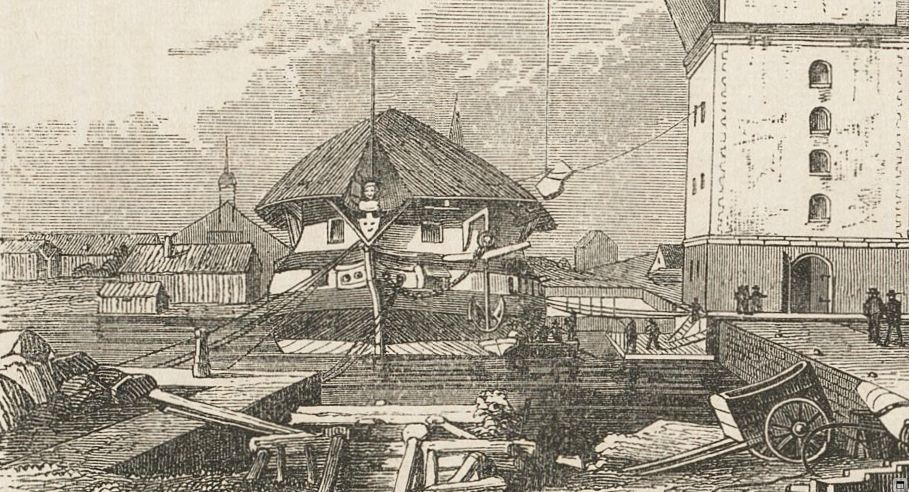
Ombyggnation av Dristigheten i Karlskrona.
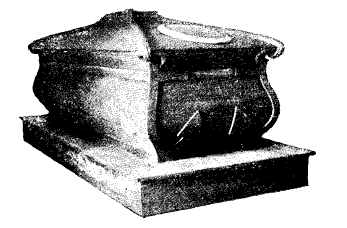
Johan af Pukes sarkofag, byggd av timmer från Dristigheten.